# Gosper County
Gosper County är ett administrativt område i delstaten Nebraska, USA. År 2010 hade countyt 2 044 invånare. Den administrativa huvudorten (county seat) är Elwood. 

## Geografi
Enligt United States Census Bureau så har countyt en total area på 1 199 km². 1 186 km² av den arean är land och 13 km² är vatten. 

### Angränsande countyn

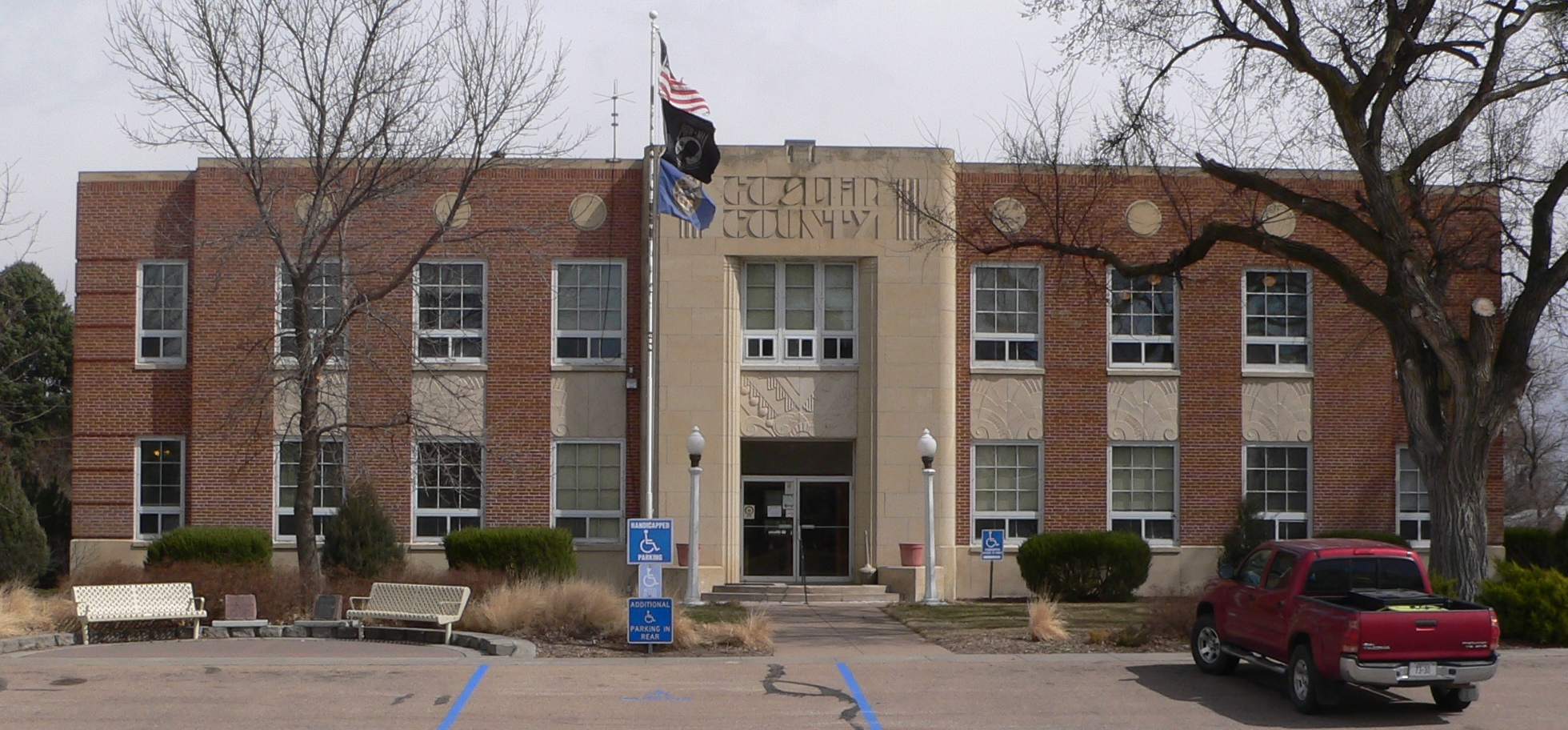
Gosper County Courthouse i Elwood.

- Phelps County - öst
- Furnas County - syd
- Frontier County - väst
- Dawson County - nord